# José Acevedo Briones
José Acevedo Briones (Fundo Santa Rita, Pirque, 9 de octubre de 1916 - Puente Alto, 6 de julio de 1973). Político socialista chileno, hijo de Juvenal Acevedo Pinto y Carmen Briones Galaz. Contra matrimonio con Josefina Marchant Pérez (1938).
Estudió en el Liceo Nocturno de Puente Alto. Se desempeñó como contratista en obras públicas, defensas fluviales y movimientos de tierras. También fue taxista y llegó a ser Presidente de la Asociación Gremial de Taxis de Puente Alto.

## Actividades Políticas
Militante del Partido Socialista, fue Regidor de la Municipalidad de Puente Alto (1937-1940).
Electo Diputado por la 7.ª agrupación departamental, correspondiente al 3.er. Distrito Metropolitano: Puente Alto (1941-1945), participando de la comisión permanente de Agricultura y Colonización.
Fue nombrado Gobernador de Arauco (1945-1949). Posteriormente se dedicó a actividades sindicalistas durante la década de 1950. Fue miembro de la campaña presidencial de Salvador Allende (1964), posterior a eso se retira de la política.